# جرج آدومیان
جرج آدومیان (انگلیسی: George Adomian؛  ۲۱ مارس ۱۹۲۲ – ۱۷ ژوئن ۱۹۹۶) ریاضی‌دان و مهندس هوافضا ارمنی‌تبار اهل ایالات متحده آمریکا بود که روش تجزیه آدومیان را برای حل معادله دیفرانسیل غیرخطی معمولی و جزئی را توسعه داد. این روش در کتابش تحت عنوان Solving Frontier Problems in Physics: The Decomposition Method (Kluwer, Dordrecht, 2004) توضیح داده شده است. بین سال‌های ۱۹۶۶ الی ۱۹۸۹ وی عضو هیئت علمی دانشگاه جورجیا بود. وی همچنین یک مرکز ریاضیات کاربردی در دانشگاه جورجیا تاسیس نمود.

## خانواده
جیمز آدومیان، بازیگر، استندآپ کمدین، صداپیشه و تهیه‌کنندهٔ دریافتگرای نوه وی می‌باشد.

## توضیحات
1. ↑   Adomian decomposition method (ADM)